# Kevin Herbst
Kevin Herbst, né le 7 mai 1994 à Hambourg, est un handballeur allemand. Il évolue au poste d'ailier droit au HSV Hambourg.

## Carrière
Depuis l'automne 2011, Kevin, après être parti du SG Hambourg-Nord, joue avec le HSV Hambourg.
Avec une taille d'un mètre quatre-vingt-neuf, il joue au poste d'ailier droit mais peut également jouer au poste d'arrière droit.
Kevin joua pour la première fois en Bundesliga, le 24 mai 2014 contre le TV Emsdetten , match durant lequel il inscrivit deux buts.

## Palmarès
- Médaille de bronze à la Coupe du monde U19 2013,  Hongrie